# Stakkfell (berg i Island, Norðurland vestra)
Stakkfell är ett berg i republiken Island. Det ligger i regionen Norðurland vestra, 200 km nordost om huvudstaden Reykjavík. Toppen på Stakkfell är 703 meter över havet, eller 265 meter över den omgivande terrängen. Bredden vid basen är 2,9 km.
Trakten runt Stakkfell är nära nog obefolkad, med mindre än två invånare per kvadratkilometer. Närmaste större samhälle är Sauðárkrókur, omkring 10 kilometer nordost om Stakkfell. Trakten runt Stakkfell består i huvudsak av gräsmarker.